# یواس‌اس گلدکرست (ای‌ام‌سی‌یو-۲۴)
یواس‌اس گلدکرست (ای‌ام‌سی‌یو-۲۴) (به انگلیسی: USS Goldcrest (AMCU-24)) یک کشتی بود که طول آن ۱۵۹ فوت (۴۸ متر) بود. این کشتی در سال ۱۹۴۴ ساخته شد.